# Cuerda de la Serrata
Cuerda de la Serrata este o arie protejată (arie specială de conservare — SAC, sit de importanță comunitară — SCI) din Spania întinsă pe o suprafață de 1.128,72 ha, integral pe uscat.

## Localizare
Centrul sitului Cuerda de la Serrata este situat la coordonatele 38°00′45″N 2°00′37″W / 38.0125°N 2.0103°V.

## Înființare
Situl Cuerda de la Serrata a fost declarat sit de importanță comunitară în iulie 2000 pentru a proteja 13 specii de animale. Situl a fost protejat și ca arie specială de conservare în mai 2015.

## Biodiversitate
Situată în ecoregiunea mediteraneană, aria protejată conține 7 habitate naturale: Păduri de Quercus ilex și Quercus rotundifolia, Pajiști carstice calcaroase sau bazofile, de Alysso-Sedion albi, Pante stâncoase calcaroase cu vegetație casmofită, Lande oro-mediteraneene cu formațiuni endemice de grozamă, Matorral arborescenți cu Juniperus spp., Tufărișuri termo-mediteraneene și de pre-deșert, Pseudostepă cu ierburi și specii anuale de Thero-Brachypodietea.
La baza desemnării sitului se află mai multe specii protejate de  păsări (13): uliu porumbar (Accipiter gentilis), șerpar (Circaetus gallicus), Falco naumanni, șoimul rândunelelor (Falco subbuteo), Galerida theklae, vulturul pleșuv sur (Gyps fulvus), acvilă pitică (Hieraaetus pennatus), forfecuță gălbuie (Loxia curvirostra), pițigoi de brădet (Parus ater), Pyrrhocorax pyrrhocorax, silvie roșcată (Sylvia cantillans), Sylvia conspicillata, spârcaci (Tetrax tetrax).
Pe lângă speciile protejate, pe teritoriul sitului au mai fost identificate 8 specii de plante, 16 specii de păsări, 5 specii de mamifere.